# Dance with Me Tonight
Dance With Me Tonight è un brano del cantautore inglese Olly Murs, pubblicato il 18 novembre 2011. La traccia è tratta come secondo singolo, dal suo secondo album in studio In Case You Didn't Know, ed è stato scritta da Murs, Claude Kelly e Steve Robson.
La canzone è rimasta al secondo posto nel Regno Unito per due settimane consecutive, a dicembre del 2011 il singolo raggiunse il primo posto delle classifiche nel Regno Unito. Il brano è stato pubblicato in tutta Europa, come terzo singolo dell'album a novembre 2012, come il suo precedente singolo europeo Oh My Goodness, il brano è stato pubblicato in formato CD disponibile solo in Germania. Ad agosto 2013 è stata pubblicata una nuova versione della canzone sempre come terzo singolo dalla versione americana dell'album Right Place Right Time.

## Antefatti
Murs ha scritto il brano con Claude Kelly e Steve Robson nella primavera del 2011, dopo aver collaborato alla realizzazione del primo album di Murs, incluso il suo primo singolo, Please Don't Let Me Go. Murs ha detto che per la realizzazione della canzone, ha preso ispirazione dalla sua delusione per gli appuntamenti moderni, in particolare l'uso incessante dei siti di social network: «Sono stufo di Twitter e Facebook, sai, voglio incontrare una ragazza in un club o in un bar. Ogni volta che incontro una ragazza, mi dicono Aggiungimi su Facebook o su Twitter, è come se non uscissimo in un vero appuntamento come facevamo all'inizio degli anni 2000, andare a bere qualcosa e conoscerla? Così sono andato in studio e ho detto: "OK, voglio scrivere una canzone molto vecchia, classica su come incontrare davvero una ragazza un club e portarla fuori per un appuntamento."»
In un'intervista con Music Week a settembre 2011, ha anche aggiunto che è stata l'anima, la sensazione "Motown" della canzone che avrebbe influenzato la realizzazione dell'album In Case You Didn't Know nel suo complesso, e che era entusiasta di reinventare il suo sound rispetto al suo album precedente: 'Abbiamo dovuto cambiare leggermente e ho guardato me stesso. L'atmosfera ska/reggae mi ha messo in una posizione, ma non voglio essere lo stesso artista più e più volte, perché le persone si annoiano, devo tenermi aggiornato, abbiamo deciso che il suono da "white boy soul" suona giusto per me ed abbiamo scritto Dance With Me Tonight. Quando l'abbiamo scritta sapevamo che era la direzione da prendere.' La sezione degli ottoni era eseguita da Blackjack Horns (Nik Carter suona il Sax, Jack Birchwood la Tromba e Steven Fuller il Trombone).
Nel 2013 la canzone è stata nominata per il premio Ivor Novello alla categoria "Most Performed Work."

## Critica
Il singolo ha ricevuto recensioni contrastanti dalla critica alla pubblicazione. La rivista Floor lo ha premiato con cinque su cinque, definendolo un 'grande doo-wop di stile anni 50 e che senza dubbio raggiungerà la posizione più alta delle classifiche. Robert Copsey di Digital Spy, tuttavia, ha dato alla canzone tre stelle su cinque. Era molto critico nei confronti del suono della canzone e dei suoi testi, affermando che "l'altalenante suono funk-pop degli anni 60 potrebbe non essere il più originale", ma ha anche elogiato il brano per essere "spudoratamente divertente".

## Video Musicale
Il video musicale di Dance with Me Tonight è stato diretto da Marcus Lundin ed è stato pubblicato per la prima volta su YouTube il 14 ottobre 2011 con una durata totale di tre minuti e ventisei secondi.
Il video inizia con Olly che entra in una stazione di polizia e gli scattano delle foto, dopo essere stato arrestato con i suoi amici e una ragazza. Cinque ore prima dell'incidente, guida a Londra su una Peugeot 504 Cabriolet, dando un passaggio a un suo amico e lungo la strada si fermano in un negozio che vende articoli per feste. Mentre compra gli oggetti, Olly invita anche due impiegati del negozio a venire con lui. Insieme organizzano una festa in strada con lo scopo di Olly, di riuscire a corteggiare la ragazza che era con lui nella stazione di polizia (che si vede a inizio video) chiamata "Jamie Winter" (interpretata dall'attrice e modella Katja Zwara). Olly e la ragazza ballano mentre un'esibizione di fuochi d'artificio si spegne dietro di loro, nel mentre una donna anziana si affaccia dalla finestra di una casa, disturbata dal rumore e chiama la polizia. Alla fine delle video, Olly e Jamie vengono arrestati dalla polizia e ciò rivela il motivo per cui sono stati arrestati.
Le riprese si sono svolte a fine agosto 2011 a Putney, nel sud-ovest di Londra, Mortlake e New Cross. L'iconica Putney Wharf Tower, Putney Bridge, insieme a parti di Fulham, Fulham Palace Road, Lysia Street e Bishops Park Road sono mostrate come "istantanee" nel video.
Per la versione americana, Murs ha pubblicato un video lyric che contiene clip del periodo che ha trascorso in America e dei fan che ballavano.

## Esibizioni live
Il 27 novembre 2011, Murs ha eseguito Dance with Me Tonight per la prima volta nel programma The X Factor UK. Si è esibito con i Muppets, la versione in studio di questa performance è stata inserita come bonus track nella versione inglese della colonna sonora del film The Muppets che è stato pubblicato nei cinema del Regno Unito nel febbraio 2012. Murs ha anche eseguito la canzone per il suo speciale The Album Chart Show di Channel 4, il 4 dicembre 2011, MTV Live Sessions l'11 dicembre 2011, e per RTÉ One nel The Late Late Toy Show il 2 dicembre 2011 e una versione acustica per T4 nello show Sunday Brunch il 18 dicembre 2011. La traccia è stata anche rappresentata nell'aprile 2012 nello show di Channel 4 Hit the Road Jack, presentato dal comico Jack Whitehall. La prima esibizione televisiva americana della canzone di Murs è stata su Good Morning America, il 28 settembre 2012, dove ha anche eseguito il brano Heart Skips a Beat.

## Successo
Dance with Me Tonight ha debuttato al secondo posto della UK Singles Chart il 27 novembre 2011. La settimana seguente il singolo è rimasto al secondo posto della classifica. Nella terza settimana dalla pubblicazione del brano, il singolo è salito al primo posto (sempre della UK Single Chart) l'11 dicembre ed è stato il terzo singolo di Murs dopo Please Do not Let Me Go (2010) e Heart Skips a Beat (2011) a raggiungere il primo posto della classifica.
Il brano prima di raggiungere la vetta della classifica britannica, aveva venduto oltre 200 000 copie più di ogni altro singolo pubblicato nel 2011. Il singolo ha trascorso 8 settimane nella top 10 del Regno Unito e per un totale di 20 settimane nella top 40 del Regno Unito, rendendolo uno dei suoi singoli di maggior successo nel Regno Unito fino ad oggi. Inoltre ha raggiunto la vetta delle classifiche delle radio del Regno Unito per sei settimane tra dicembre 2011 e gennaio 2012, diventando il suo singolo da solista che raggiunse la posizione più alta fino ad oggi in Irlanda, raggiungendo il secondo posto delle classifiche.

## Tracce
1. Dance with Me Tonight – 3:23
2. Dance with Me Tonight (Cagedbaby Radio Edit) – 3:53
3. Dance with Me Tonight (Billionaire Remix) – 5:13
4. Baby Blue Eyes – 3:36

### Versione CD[11]
1. Dance with Me Tonight – 3:23
2. Baby Blue Eyes – 3:36

## Classifiche

### Classifiche settimanali
| Classifica                            | Picco posizione |
| ------------------------------------- | --------------- |
| Australia (ARIA)                      | 62              |
| Austria (Ö3 Austria Top 40)           | 65              |
| Belgio (Ultratop Fiandre)             | 20              |
| Ungheria (Rádiós Top 40)              | 7               |
| Irlanda (IRMA)                        | 2               |
| Scozia (Official Charts Company)      | 1               |
| Regno Unito (Official Charts Company) | 1               |
| USA (Bubbling Under Hot 100)          | 23              |

#### Classifica di fine anno
| Classifica (2012) | Picco posizione |
| ----------------- | --------------- |
| UK Singles Chart  | 57              |

## Pubblicazione
| Paese       | Data             | Formato           | Etichetta          |
| ----------- | ---------------- | ----------------- | ------------------ |
| Irlanda     | 18 novembre 2011 | Download digitale | Epic Records, Syco |
| Regno Unito | 18 novembre 2011 | Download digitale | Epic Records, Syco |
| Germania    | 23 novembre 2012 | CD Singolo        | Epic Records, Syco |
| Stati Uniti | 20 agosto 2013   | Download digitale | Columbia Records   |